# フィクサー (テレビドラマ)
『フィクサー』は、WOWOWの「連続ドラマW」枠で2023年4月23日から5月21日まで放送されたテレビドラマ。主演は唐沢寿明。
全3シーズンに渡る大型ドラマシリーズとして企画されており、Season 2が2023年7月9日から8月6日まで同枠にて放送され、Season 3が10月8日から11月5日まで同枠にて放送された。
本稿では便宜上、Season 1をS1、Season 2をS2、Season 3をS3の略称で表記する。

## あらすじ
総理大臣が交通事故に合い、困った状況

## キャスト

### 主要人物
設楽拳一（したら けんいち）
演 - 唐沢寿明（中学生時：石田星空）
謎のフィクサー。政財界におけるトラブル収拾や企業間の揉め事回避まで、警察や法では解決できない事案の処理を行ってきたが、その過去を知る者はいない。
しかしある時に不正取引を原因とする暴力事件で逮捕されて有罪となり、刑務所で服役していた。S1は、設楽が服役を終え出所する場面から物語が始まる。

### 民自党
中埜弘輝（なかの ひろき）
演 - 藤木直人（S1）
殿村政権の内閣総理大臣首席秘書官。
責任感やバランス感覚、冷静さ、知識といった政治家の秘書に必要なものを全て有しており、殿村から厚い信頼を寄せられている。妻の文香は難病を患っており、彼女を喜ばせることが仕事へのモチベーションとなっている。
村川穂積（むらかわ ほづみ）
演 - 駿河太郎（S1）
殿村政権の外務副大臣。村川俊介元議員の息子。
父と大泉の口添えでその地位を手に入れた二世議員だが、大御所政治家に操られる現在の自分のままでいいのかと燻っている。
新田さゆり（にった さゆり）
演 - 富田靖子
民自党政調会長（S1）→内閣総理大臣兼民自党総裁（S2）。
性差別に厳しい論客であり、女性初の総理候補としての呼び声が高い人物。S1では総裁選の末、大泉や村川を抑えて民自党総裁の座を掴み取った。
S2では内閣総理大臣に就任。女性初の内閣総理大臣として持ち上げられているが、その実は須崎に人事を握られている。横宮都知事の不正献金疑惑に須崎が関わっているのではと疑っている。
大泉勇作（おおいずみ ゆうさく）
演 - 陣内孝則（S1）
殿村政権の内閣官房長官。
前回の民自党総裁選で殿村に決選投票で敗北して以降、何が何でも総理の座に就くべく汚れ仕事も厭わなくなっている。
須崎一郎（すざき いちろう）
演 - 小林薫
殿村政権副総理（S1）→民自党幹事長（S2・S3）。
紳士的な振る舞いを見せるなど一見すれば物腰柔らかいが、本音では話さない怖さを持ち合わせる底の知れない人物。民自党内でも強い発言権を有する。
S2では民自党幹事長となっており、引き続き新田政権の人事を握るなど強い権力を有しているが、横宮都知事の不正献金疑惑においてその姿が見え隠れしている。
S3でも引き続き民自党幹事長を務めており、都知事選では表向き党本部が推薦した川本を推しているが、その実は達哉のバックについている。そんな中、浜潮建設より社長令嬢誘拐事件について相談を受ける。
殿村茂（とのむら しげる）
演 - 永島敏行（S1・S3）
内閣総理大臣兼民自党総裁。
政策重視の叩き上げの政治家で人望が厚かったが、サクタ薬品の新薬認可に関する密約のスキャンダルが取り沙汰されていた。そんな中交通事故に遭い、意識不明となる。
白井徳衛
演 - 大河内浩（S2）
民自党総務会長。
石村巌
演 - 佐伯新（S2）
民自党政調会長。
加納弘樹（かのう ひろき）
演 - 大倉孝二（S3）
デジタル大臣。
川本を都知事にするべく民自党幹部として前面に出ており、黒本に都知事選で川本を推薦するよう頼むが、四方田の出馬に驚く。

### 報道
渡辺達哉（わたなべ たつや）
演 - 町田啓太
毎朝新聞社政治部記者（S1・S2）→都知事選候補者（S3）。
野村健太
演 - 増田修一朗（S1）
毎朝新聞社政治部。達哉の上司。
沢村玲子（さわむら れいこ）
演 - 内田有紀
報道番組キャスター（S1・S2）→フリージャーナリスト（S3）→東京都副知事（S3）。
JWTVに勤める人気ニュースキャスター。ある事件を通して拳一と知り合い、お互いに通じる部分があるとして認めあっている。
S3ではJWTVを退職してフリージャーナリストに転身し、自身のWEBメディアを開設している。達哉の都知事選出馬に影で支援した。
森
演 - 赤ペン瀧川（S1・S2）
沢村玲子がキャスターをつとめるJWTVの番組「News GROW」のディレクター。
池崎彰一
演 - 児島功一（S2）
JWTV政治記者。ジャーナリスト。

### 警視庁
板倉晃司（いたくら こうじ）
演 - 小泉孝太郎
警視庁捜査一課刑事。ルールにとらわれることを嫌うアウトロー。殿村総理が遭遇した事故に事件性や違和感を覚え、上司の助言を無視して捜査を進める。
佐伯
演 - 猪野学
捜査一課係長。
中条真
演 - 久世星佳（S2 - ）
警視庁捜査一課刑事。
野上
演 - 大野泰広（S3）
警視庁捜査一課刑事。
公安刑事
演 - 岡安泰樹（S1）、安藤彰則（S1）

### 周辺人物
丸岡慎之介（まるおか しんのすけ）
演 - 要潤
拳一の秘書兼運転手。ある一件以来、拳一との付き合いがある。
情報屋として政財界の裏情報を集める傍ら、拳一の運転手も務める片腕的存在。寡黙で謎に満ち溢れた人物だが、受けた恩は決して忘れない義理堅い一面も持つ。
沼田由里（ぬまた ゆり）
演 - 吉川愛（S1・S2 第4話）
殿村総理の事故で死亡した運転手・沼田孝作の娘。
沼田孝作
演 - 飯田基祐（S1）
殿村総理の運転手。
渡辺響子（わたなべ きょうこ）
演 - 斉藤由貴
達哉の母。看護師。
佐久田直紀（さくた なおき）
演 - 酒向芳（S1）
サクタ薬品社長。
本郷吾一（ほんごう ごいち）
演 - 西田敏行（特別出演）（S1・S2）
昭和から政財界を操る伝説のフィクサー。須崎と深い付き合いがあり、彼を通じて民自党の運営にも口を出している。
「政治は欲望の世界」と考えており、クリーンなイメージで総理に上り詰めた殿村を気に入っておらず、彼が事故に遭ったのを機に後任の総理を自分の影響力が及ぶ人物にしようと目論む。
リュウ
演 - 林勇輝（S1・S2）
本郷の使用人。
中埜文香
演 - 霧島れいか（S1）
中埜弘輝の妻。難病を患っている。
殿村久仁子
演 - 床嶋佳子（S1）
殿村総理大臣の妻。
殿村
演 - 岡本玲（S1）
殿村総理の娘。
殿村英人
演 - 粟島瑞丸（S1）
総理の娘婿。
村川俊介
演 - 山田明郷（S1）
元厚生労働大臣。村川穂積の父親。
設楽斗志夫
演 - 蔵原健（S1）
設楽拳一の父親。故人。

### その他
謎の女
演 - 秋吉久美子
設楽拳一に寄り添う画廊の店主。
佐々木雪乃（ささき ゆきの）
演 - 江口のりこ（S1 第3話・S2）（幼少期：志水心音）
東京地方検察庁検察官。
かつて拳一が逮捕・起訴された際の担当検察官で、拳一とは因縁の仲。検察官時代の菜穂子の後輩だったが、ある事件がきっかけとなって犬猿の仲となった。S2では逮捕された達哉を横宮妃呂子の殺人未遂容疑で起訴し、検事として弁護士となった菜穂子と対峙する。
杉谷菜穂子（すぎたに なおこ）
演 - 鈴木保奈美（S2）
達哉の弁護を引き受ける弁護士。
かつては検察官だったが、理不尽な処分を受けて検察を辞めて弁護士に転身した。舌鋒鋭い弁護によって定評があり、刑事・民事双方で多くの依頼を集めている他、メディアにも進んで出演していることで知名度も高い。S2では玲子のニュース番組に出演したことをきっかけに玲子と意気投合し、その縁もあって拳一を紹介され、破格の報酬と引き換えに達哉の弁護人を引き受ける。
横宮三郎（よこみや さぶろう）
演 - 石黒賢（S2）
東京都知事。かつては民自党所属の参議院議員だったが、須崎によって都知事選に送り込まれ見事当選した。
ある建設会社から不正に献金された見返りに東京湾の埋め立て事業を内密に推し進めているという疑惑をかけられているが、その最中に妻が事件に巻き込まれてショックを受けている。
横宮妃呂子（よこみや ひろこ）
演 - 真飛聖（S2）
横宮の妻。
元ミス日本でタレント活動をしていたが、横宮との結婚後は家庭に入り、料理研究家を名乗って活動している。夫が不正献金疑惑をかけられている中、何者かに襲われて意識不明の重体となる。
氏原巧巳（うじはら たくみ）
演 - 加藤雅也（S2.1 / S3）
大手ゼネコン「浜潮建設」社長。
本郷から事業費の援助を受け東京湾の埋め立て事業を進めていたが、娘の早紀を誘拐され、社内の右腕である大貫と民自党を頼る。実は誘拐事件の犯人よりメールで脅迫されていたが、その事実を警察に話さないよう犯人から口止めされていた。
黒羽真二郎（くろはね しんじろう）
演 - 石坂浩二 （特別出演）（S3）
東京都議会・議長。
民自党との付き合いがあった都議会のドンだが、都知事選において川本ではなく都連の四方田を推薦することを宣言し、須崎と敵対する。
四方田正美（よもだ まさみ）
演 - 高島礼子（S3）
都知事選候補の都議会・副議長。元保育士。通称・都民の母ちゃん。
かつては熱血保育士として知られた人物であり、少子化対策で熱弁を振るうことで有名な他、子育て世代のママからは圧倒的な人気がある。黒羽の後ろ盾の元、都知事選に立候補する。
川本栄太（かわもと えいた）
演 - 徳重聡（S3）
都知事選候補の政治評論家。
ハーバード大学大学院でMBAを取得した経歴を持ち、テレビは勿論SNSでも人気がある政治評論家。民自党本部からの推薦の元、都知事選に立候補する。
小岩井俊（こいわい しゅん）
演 - 白洲迅（S3）
誘拐犯。
氏原早紀（うじはら さき）
演 - 大友花恋（S3）（小学生時：川田秋妃）
大学生。氏原社長令嬢。帰宅中に何者かに拉致される。
大貫英一（おおぬき えいいち）
演 - 古田新太（S3）
「浜潮建設」開発本部長。
杉下智和
演 - 井上肇（S3）
東京都連会長。
秘書
演 - 坂本三佳（S3）
黒羽真二郎の秘書。

### ゲスト

#### Season1
第1話
- 秘書（須崎議員秘書） - 小玉丈貴（第2話・第3話 / S2第1話 / S3第1話）
- 川上心 - 鳥谷宏之（第3話・最終話 / S2第1話）
- 秘書（大泉勇作の秘書） - 松山傑（第2話 - 最終話）
- 秘書（村川穂積議員秘書） - 松原正隆（4話・最終話）
- 使用人（本郷吾一の使用人） - 高島豪志（第2話・第4話・最終話 / S2第1話）
- 司会者（経済組織連盟会 55周年記念パーティー） - 石田太一
- 参列者（沼田孝作の葬儀） - 岩田丸、しのへけい子
- 警備員 - 岡本智礼
- 公安刑事 - 中松俊哉
- 記者 - 田口寛子（第2話）

第2話
- 幹事長代行 - 田野良樹
- 若手議員 - コージ・トクダ（第3話 - 最終話）
- タクシー運転手 - 細井学
- 後援会長（殿村総理後援会長） - 児玉頼信
- 刑事（葉山南警察署） - 中村元気

第3話
- 高橋（自殺した殿村事務所女子職員の遺族） - 池田諭、四條寛子

第4話
- 医師（殿村総理の主治医） - 中田春介
- 看護師（同看護師） - 長城祝華

最終話
- 警察職員（解剖鑑定書を板倉に見せる） - 宮崎秋人
- 選挙管理委員長 - 木川淳一
- ベルボーイ（設楽に速達を届ける） - 新城泰士

#### Season2
第1話
- 検察事務官（佐々木雪乃検事付） - 松澤匠（第2話 - 最終話）
- 浜潮建設社員 - 関智一
- 下条まさる（AMIRA HOTELのスタッフ） - 櫻井圭佑（第3話 - 最終話）
- 医者 - 吉見幸洋
- 刑事（麻布南署） - 佐藤誠、松嶋健太
- ホテル支配人（AMIRA HOTEL） - 小川智弘
- 記者 - もりたかお
- 松澤傑、花巻杏奈（第4話・最終話）、鈴木優美（第4話）

第2話
- 三住一信（裁判長） - 中野剛（第3話 - 最終話）
- 田中順子、高橋院長（双葉大学医学部附属病院） - 土井きよ美、池浪玄八
- 警備員（AMIRA HOTEL TOKYO警備員室） - 斉藤一平
- 裁判員 - 蒼木るい（役名：花村美江）、小曽根章央、後藤亜希（役名：勅使河原恒子）、ミルクティ圭介、安部瞬（役名：矢崎晃）、福田伸之（いずれも第3話 - 最終話）
- 村田（会員制倶楽部支配人） - 徳永邦治（第3話）

第3話
- 判事 - 寺田ムロラン（第4話・最終話）、桜まゆみ（役名：山室藍子、第4話・最終話）

第4話
- 看護師 - 三嶋紗緒里
- 大林佳奈子、小磯聡一朗、小林雅仁

最終話
- 記者 - 濱中太、佐藤太助

#### Season3
第1話
- 下田（下田佃煮漬物商店） - 渡辺憲吉（最終話）、梅沢昌代（最終話）
- MC（黒羽真二郎　政界40周年を祝い励ます会） - 原口大平
- 下田の仲間 - 林和義（最終話）、藤倉みのり（最終話）

第2話
- 警察幹部 - ノモガクジ
- 記者 - 山本啓之
- 氏原の妻 - 嶋村友美

第4話
- 川本の秘書 - 山口翔悟
- 渡辺達哉の選挙スタッフ - 門田宗大、花戸祐介
- 記者 - 八代崇司、板倉武志
- 須崎の運転手 - 関口あきら

最終話
- キャスター（都知事選候補者特番）- 伊藤裕一（第1話・第2話）

## スタッフ
- 脚本 - 井上由美子
- 企画・プロデュース - 青木泰憲
- 監督
  - S1 - 西浦正記
  - S2 - 西浦正記、池辺安智
  - S3 - 西浦正記、池澤辰也
- 音楽 - 得田真裕
- プロデューサー - 村松亜樹、髙田良平、黒沢淳
- 制作協力 - リオネス
- 製作著作 - WOWOW

## 放送日程

### S1
| 各話   | 放送日  |
| ------ | ------- |
| 第1話  | 4月23日 |
| 第2話  | 4月30日 |
| 第3話  | 5月07日 |
| 第4話  | 5月14日 |
| 最終話 | 5月21日 |

### S2
| 各話   | 放送日  |
| ------ | ------- |
| 第1話  | 7月09日 |
| 第2話  | 7月16日 |
| 第3話  | 7月23日 |
| 第4話  | 7月30日 |
| 最終話 | 8月06日 |

### S3
| 各話   | 放送日   |
| ------ | -------- |
| 第1話  | 10月08日 |
| 第2話  | 10月15日 |
| 第3話  | 10月22日 |
| 第4話  | 10月29日 |
| 最終話 | 11月5日  |

## 受賞
- 2023年日本民間放送連盟賞「番組部門 テレビドラマ番組」優秀賞 Season1[70]。